# سفارة المكسيك لدى السعودية
سفارة المكسيك لدى السعودية هي الممثلية الدبلوماسية العليا لدولة المكسيك لدى المملكة العربية السعودية. تقع السفارة في حي السفارات في الرياض.